# 舒尔
舒尔，是匈牙利科马罗姆-埃斯泰尔戈姆州所辖的一个村。总面积37.36平方公里，总人口1251，人口密度33.5人/平方公里（2011年1月1日）。